# Uri Cohen-Mintz
Uri Josef Cohen-Mintz (in ebraico אורי כהן-מינץ‎?; Tel Aviv, 1º agosto 1973) è un ex cestista israeliano.
È il figlio di Tanhum Cohen-Mintz.

## Carriera
Con Israele ha disputato due edizioni dei Campionati europei (1997, 1999).